# Rennofen

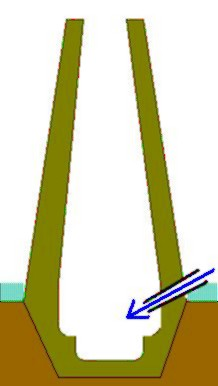
Skizze eines Rennofens mit blauem Pfeil für Lufteintritt

Ein Rennofen bzw. Rennfeuer ist eine Vorrichtung zur Gewinnung von Eisen aus Eisenerz.

## Bauform und Ofenfahrweisen
Ein Rennofen hat die Form eines kleinen Schachtofens mit einer Höhe von etwa 100 bis 220 cm und wird aus Lehm oder Steinen errichtet. Neben dem Schacht befindet sich in manchen Fällen eine Herdgrube für den Schlackenablass, die Renngrube. Rennöfen werden mit Holzkohle, Holz oder Torf warmgeheizt und dann für die Verhüttung von oben in abwechselnden Schichten mit Brennstoff, meist Nadelholzkohle, und fein zerkleinertem Erz, meist Raseneisenstein oder Bohnerz mit möglichst hohem Eisengehalt, befüllt. Die Eisenausbeute beträgt je nach Ofenform, Feuerführung und Luftversorgung zwischen 25 und etwas über 30 %. Bei einer Temperatur von 1100 bis 1350 °C – je nach Bauart des Ofens – wird ein Teil des Eisenerzes im halbfesten Zustand zu Eisen reduziert. Gleichzeitig bildet sich Schlacke. Die Schmelztemperatur von Eisen (1539 °C) sollte möglichst nicht erreicht werden, um kein Gusseisen zu erzeugen, das spröde und nicht schmiedbar ist. Die Schlacke läuft („rinnt“, daher der Name des Rennofens) durch Öffnungen aus dem Ofen in die Herdgrube.

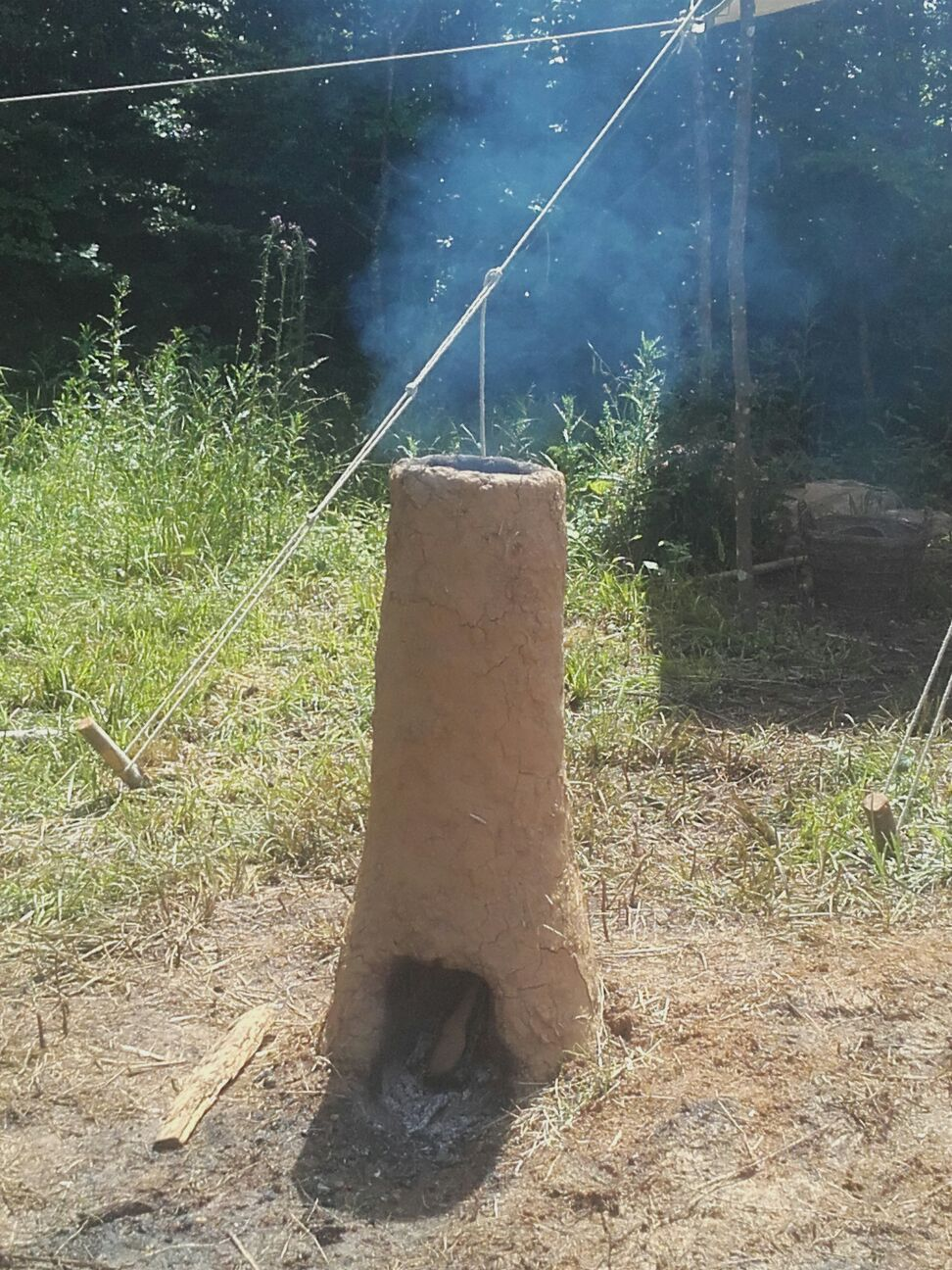
Ein Rennofen, gebaut aus Lehm und Stroh, in Campus Galli beim Trockenbrennen

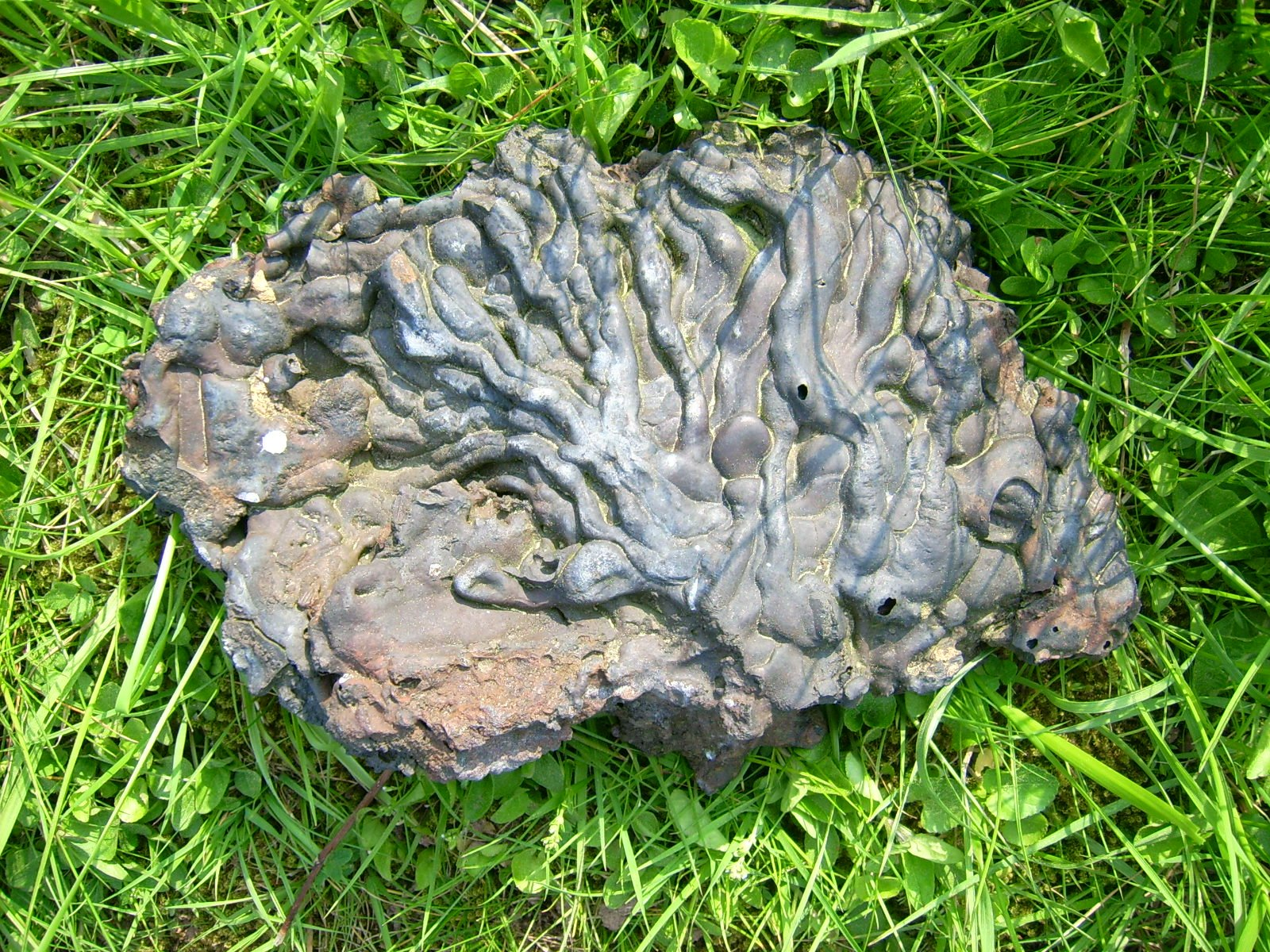
Schlackenfund im Saarland

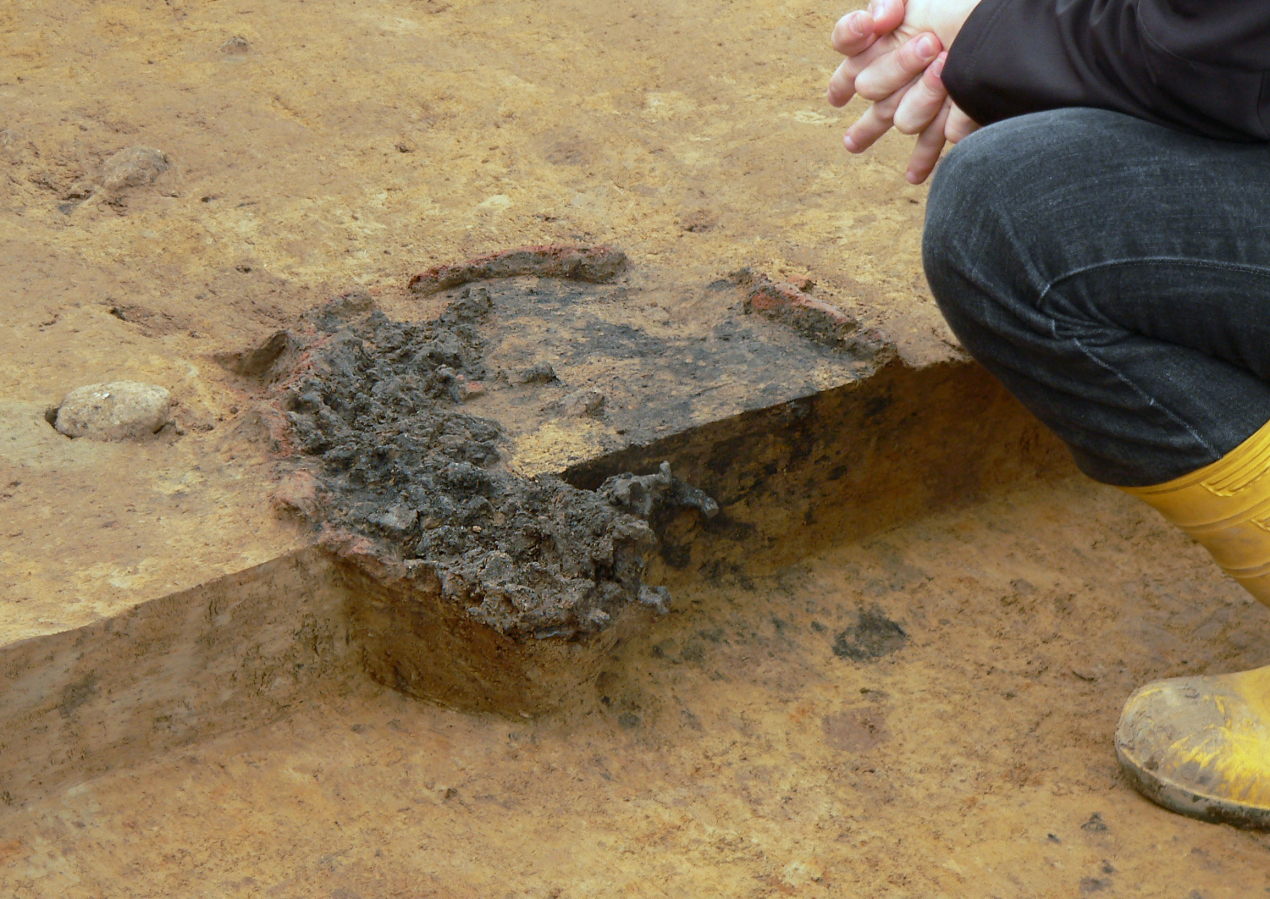
Archäologische Reste eines Rennofens bei Sehnde

Nach einer anderen Theorie, die die recht großen Kristalle in der Luppe zu erklären versucht, wird im oberen Bereich des Ofens das Erz reduziert und so stark aufgekohlt wie Gusseisen, so dass es beim weiteren Absinken flüssig ist. Es verbindet sich zu einem Gebilde, das am Außenbereich anwächst. Dies geschieht in einem Bereich mit Sauerstoffüberschuss in der Nähe des Lufteinlasses (das können auch mehrere sein), der zur Entkohlung und damit Erhöhung des Schmelzpunkts führt. Diese Theorie berücksichtigt allerdings nicht, dass zu einer starken Aufkohlung das Eisen zunächst vollständig geschmolzen sein muss.
Die Luftzufuhr erfolgt in der Regel durch einen Blasebalg. Es gibt auch hohe kaminartige Ofenformen, in denen der natürliche Luftzug ausreicht, oder die durch Tunnel mit Wind betrieben werden; solche Rennöfen wurden gerne an Abhängen angelegt. Das Produkt des Reduktionsprozesses ist eine mit Schlacke durchsetzte Eisenluppe (kein Gusseisen), die im Ofen zurückbleibt und als Renneisen bezeichnet wird. Diese Luppe muss zur Weiterverarbeitung ausgeschmiedet werden. Dabei werden Holzkohle- und Schlackenreste ausgetrieben. Als Produkt entsteht ein direkt schmiedbares Eisen, aber je nach Ofenführung auch Stahl mit ungleichmäßigem Kohlenstoffgehalt, der nach dem Gärben zum Ausgleich der Eigenschaften und zur gleichmäßigen Verteilung der Inhaltsstoffe als Raffinierstahl bezeichnet wird.
Da die Rennofentechnik in Mitteleuropa über mehr als 3000 Jahre bis zur frühen Neuzeit Anwendung fand, ist bei den zahlreichen Verfahrensweisen und Bauformen keine allgemeingültige Beschreibung der Ofenbetriebsweise möglich. Versuche haben ergeben, dass zur Gewinnung von 1 Kilogramm Eisen rund 15 bis 30 Kilogramm Holzkohle erforderlich sind (mit dem Ausschmieden). In europäischen Öfen wird meist ein Verhältnis von Erz zu Kohle von 1:1,5 bis 1:3 angewandt. Im japanischen Tatara, einer kastenartigen Ofenform, sind Mischungsverhältnisse von 1:2 und sogar 1:1 möglich. Hinzugerechnet werden muss die zum Ausschmieden und Schweißen (Gärben/Gärbstahl) erforderliche Kohlemenge.
Pro Verhüttung können mehrere Kilogramm, abhängig von Erz, Ofengröße, Prozessdauer und anderen Faktoren, auch bis zu 50 Kilogramm Eisen gewonnen werden. Insbesondere aus dem in feuchten Heidelandschaften oder an Gewässern vorgefundenen rostbraunen Raseneisenerz wurde Eisen gewonnen. Das Erz, auch Ortstein, bildet sich in der Grenze des Reduktions- mit dem Oxidationsbereich im Boden.

## Geschichte
Dieses Verfahren fand nach dem Beginn der Eisenzeit im Nahen Osten in Europa ab etwa 700 v. Chr. bei den Kelten, Römern, Germanen und anderen Völkern Anwendung.
Ab dem 12. Jahrhundert wurden wasserkraftgetriebene Blasebalge verwendet. Da dies nicht nur Arbeitskraft sparte, sondern auch mächtigere Gebläse erlaubte, konnten die Öfen größer dimensioniert werden. Diese größeren Rennöfen mit automatischem Gebläse bezeichnet man als „Stücköfen“ oder auch „Stucköfen“; wohl in Abgrenzung zu den späteren Hochöfen, da das Ergebnis ein einzelnes, großes Eisenstück im ausgebrannten Ofen war, im Gegensatz zum kontinuierlichen Fluss beim Hochofen.
Eine weitere Unterform waren die Niederschachtöfen, die mancherorts bis ins 20. Jahrhundert benutzt wurden.
Der Rennofen wurde erst in der Neuzeit durch Hochöfen verdrängt, die flüssiges Roheisen erzeugen.

Experimenteller Nachbau eines keltischen Rennofens
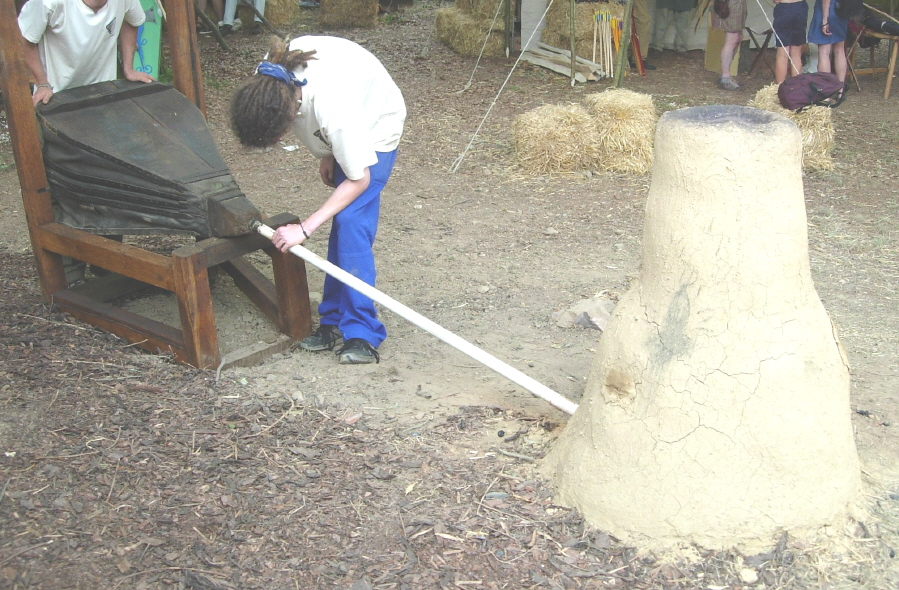
Belüftung des Rennofens mittels eines Blasebalgs
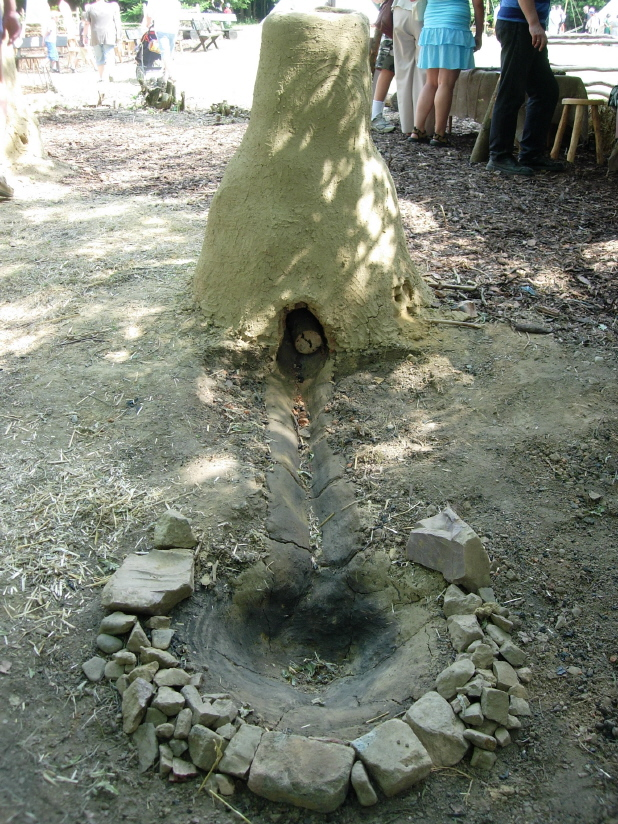
Rennofen mit Rinne und Herdgrube für Schlacke
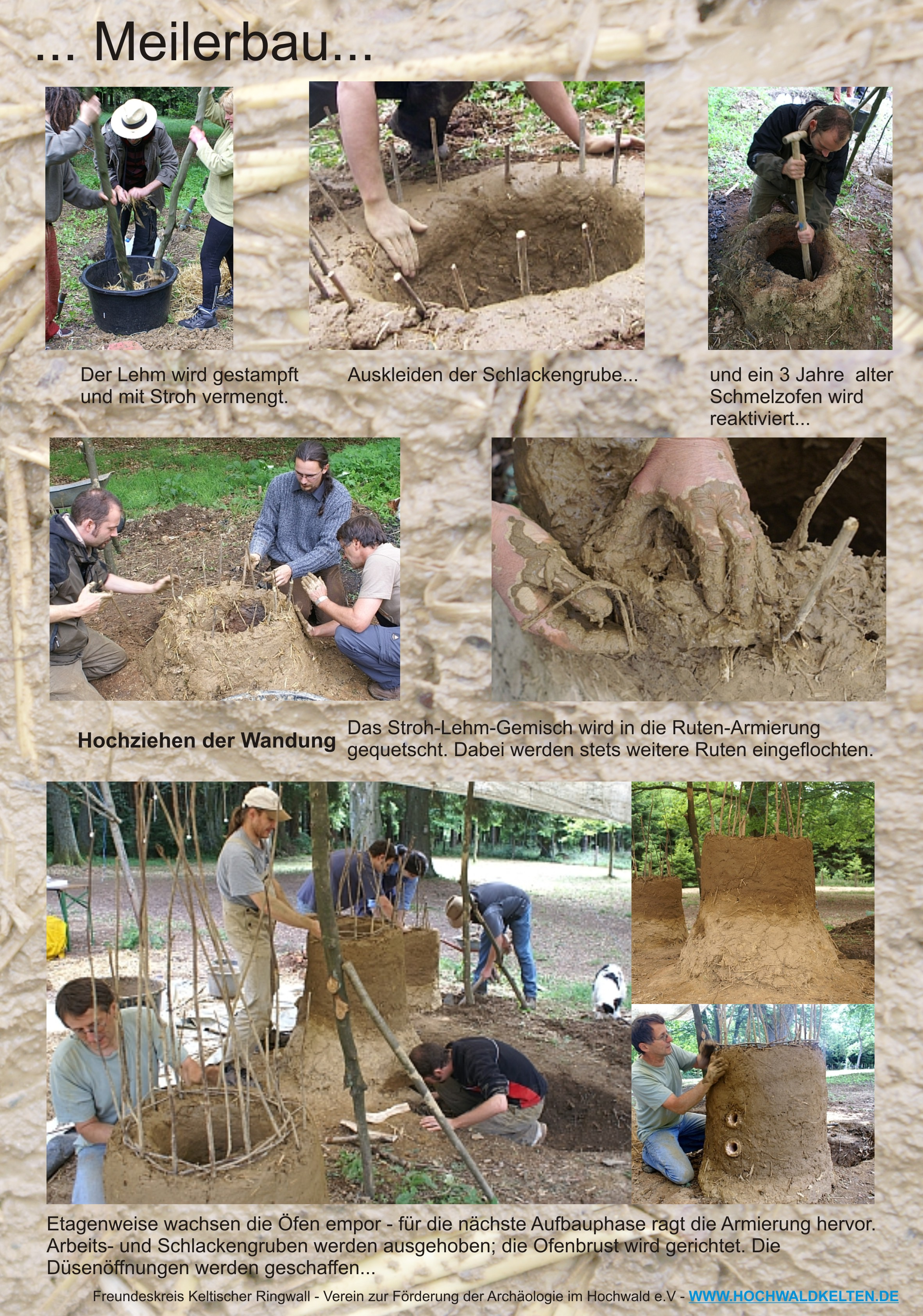
Meilerbau
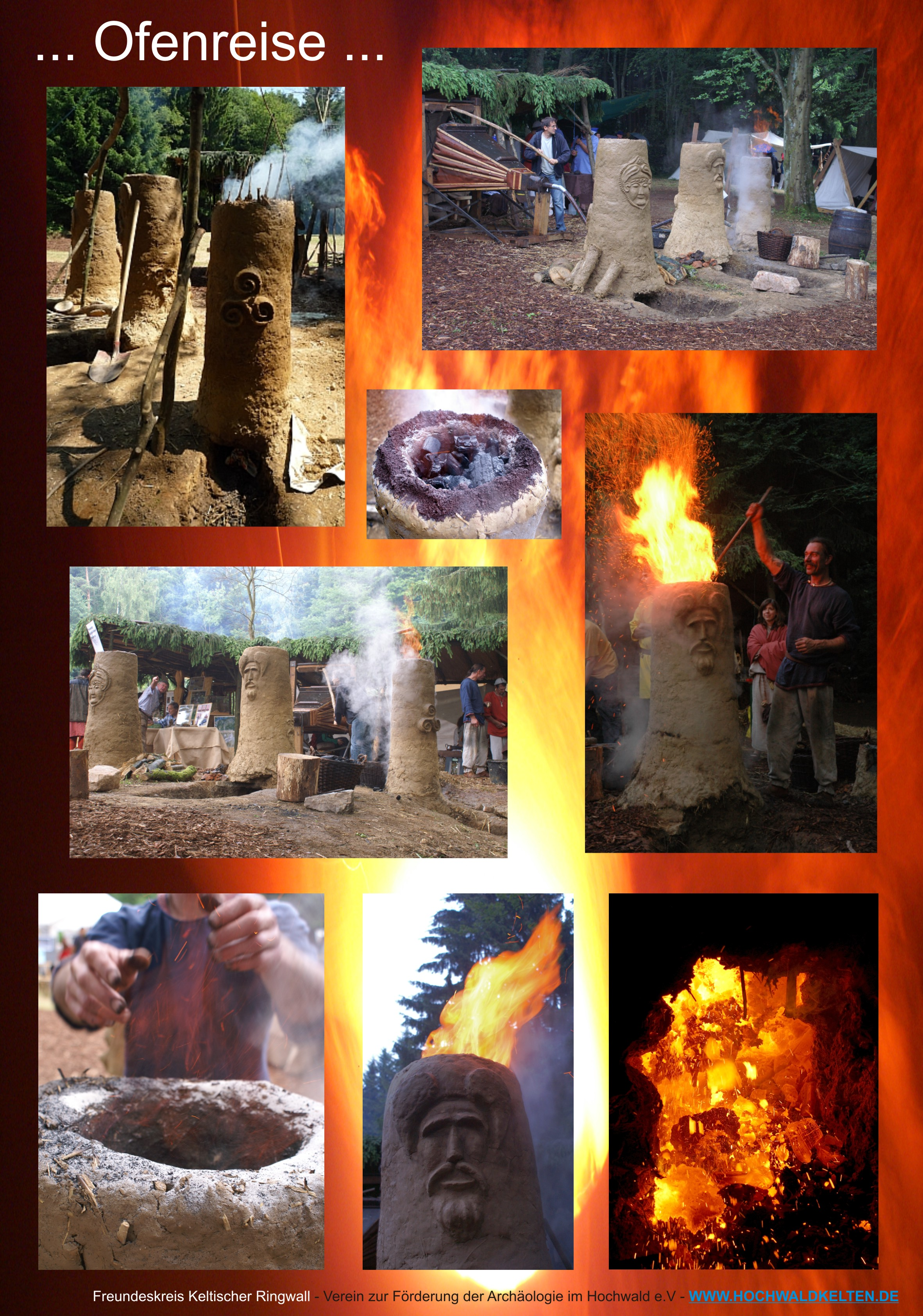
Ofenreise – Rennöfen im Betrieb